# Nove Zaporijjea, Zaporijjea
Nove Zaporijjea (în ucraineană Нове Запоріжжя) este un sat în comuna Dolînske din raionul Zaporijjea, regiunea Zaporijjea, Ucraina.

## Demografie
Componența lingvistică a localității Nove Zaporijjea
     Ucraineană (78,6%)
     Rusă (17,9%)
     Armeană (2,59%)
     Alte limbi (0,91%)
Conform recensământului din 2001, majoritatea populației localității Nove Zaporijjea era vorbitoare de ucraineană (78,6%), existând în minoritate și vorbitori de rusă (17,9%) și armeană (2,59%).